# Делич, Божидар
Божидар Делич (серб. Божидар Делић / Božidar Delić; 20 февраля 1956 — 23 августа 2022) — югославский военный и сербский политик, генерал-майор Вооружённых сил Союзной Республики Югославия, заместитель председателя Народной скупщины Республики Сербия с 22 мая 2007 по 31 мая 2012 года и со 2 по 23 августа 2022 года. Деятель ряда политических партий, в том числе Сербской радикальной и Сербской прогрессивной партий. Основатель политического движения «Любовь, вера, надежда» (вместе с Неманьей Шаровичем). В 2022 году был включён в предвыборные списки движения «Национал-демократическая альтернатива» в канун всеобщих выборов в Сербии.

## Ранние годы
Божидар Делич родился 20 февраля 1956 года в деревне Петровац (ныне Люгбунар) недалеко от города Джяковица, в Косовско-Метохийской автономной области (Народная Республика Сербия, Федеративная Народная Республика Югославия). Окончил четыре класса начальной школы в Петроваце и ещё четыре класса школы в Джяковице. Позже переехал в Белград, где окончил Военную академию Сухопутных войск Югославской народной армии и Школу национальной обороны.

## Воинская служба
После окончания учёбы служил в городе Билеча лейтенантом в сухопутных частях, работал в учебном центре офицеров запаса. В 1991—1992 годах в звании майора участвовал в осаде Дубровника в составе югославских войск. Позже произведён в подполковники и с разрешения командования отправился в Невесинье на фронт Боснийской войны. Начальник штаба 715-й Билечской (15-й Герцеговинской) моторизованной бригады Армии Республики Сербской.
В 1995—1999 годах Делич командовал 549-й моторизованной бригадой армии Югославии, участвуя с ней в Косовской войне. В частности, полковник Делич руководил бригадой в битве за Паштрик, в ходе которой в ответ на предложение отойти на резервные позиции заявил подчинённым: «Отступать некуда — позади Сербия» (серб. Nema nazad, iza je Srbija). В той битве погибли 26 югославских солдат: Делич говорил, что прекрасно знал, при каких обстоятельствах погиб каждый человек, но при этом неоднократно спрашивал себя, возможно ли было предотвратить эти потери. После подписания Кумановского соглашения югославские войска обязались покинуть Косово и Метохию, но Делич на некоторое время остался с бригадой в Лесковаце, где 16 июня 1999 года принял от командования Вооружённых сил Югославии орден Народного героя, которым была награждена бригада. Под командованием Делича в Косово воевали русские добровольцы Анатолий Лебедь (будущий Герой России) и Альберт Андиев.
В 1999 году Делич был произведён в генерал-майоры. 5 октября 2000 года, в день свержения Слободана Милошевича, Делич командовал Белградским корпусом югославских войск, но вверенные ему войска в ход событий не вмешивались. В 2002—2005 годах он служил в оперативном управлении Генерального штаба Сухопутных войск Югославии и (позже Сухопутных войск Сербии и Черногории). В отставку вышел в 2005 году, хотя позже Верховный суд признал его уход на пенсию незаконным.
На заседаниях МТБЮ он выступал как свидетель защиты по делам президента Югославии Слободана Милошевича, генерала Владимира Лазаревича и президента Сербии Милана Милутиновича. Он же заявлял о своей готовности выступить в качестве свидетеля защиты лидера Сербской радикальной партии Воислава Шешеля.

## Политическая карьера
С 2006 года Делич был членом Сербской радикальной партии, в 2007 году был избран в Народную скупщину от этой партии и стал заместителем председателя Скупщины, в 2008 году переизбран в Скупщину и снова стал заместителем её председателя, занимая этот пост до 2012 года. Будучи депутатом Народной скупщины 8-го созыва, Делич входил в состав Комитета по обороне и безопасности и Комитета по делам Косово и Метохии. Он возглавлял группу по изучению воздействия обеднённого урана, использовавшегося авиацией НАТО во время бомбардировок Югославии. Отстаивал права сербских ветеранов боевых действий.
В сентябре 2008 года после раскола в Сербской радикальной партии выступил в поддержку Томислава Николича, основав с ним парламентскую группу «Вперёд, Сербия» и Сербскую прогрессивную партию. В декабре 2010 года он заявил о серьёзных разногласиях с Николичем, а в феврале 2011 года покинул Прогрессивную партию, вернувшись в Радикальную.
В 2016 году в составе Сербской радикальной партии Делич был снова избран в Скупщину. В 2020 году его партия не прошла необходимый барьер на выборах, и вместе с заместителем председателя партии Неманьей Шаровичем Делич выступил против её многолетнего главы Воислава Шешеля, за что был исключён из рядов «радикалов» вместе с Шаровичем. Они же основали новую партию под названием «Любовь, вера, надежда», в которой Шарович стал председателем, а Делич — его заместителем.
В январе 2022 года стало известно об уходе Делича из партии и создании им нового движения «Отступать некуда — позади Сербия». В феврале оппозиционная коалиция «Национал-демократическая альтернатива» (НАДА) включила Делича в свой предвыборный список в канун всеобщих выборов в стране. Формально он шёл от партии «Буневцы — граждане Сербии», членом которой при этом не являлся. На последовавших выборах в Скупщину НАДА получила 15 депутатских мандатов, один из которых достался Деличу. 1 августа Делич снова был назначен одним из заместителей председателя Скупщины. В Народной скупщине 13-го созыва Делич был членом Комитета по делам Косово и Метохии и заместителем члена Комитета по делам диаспоры и сербов в регионах.

## Иная деятельность
Делич неоднократно участвовал в шествиях «Бессмертного полка». В одном из таких шествий, состоявшемся в Москве, он нёс портрет Анатолия Лебедя. В марте 2017 года в составе делегации депутатов Госдумы РФ и парламентариев Совета Европы Делич посетил Сирию и авиабазу Хмеймим. Он также давал интервью российскому телевидению о бомбардировках Югославии 1999 года.

## Личная жизнь
Супруга — Зорица. Воспитал трёх дочерей — Наташу, Светлану и Йовану. 9-летний внук генерала в 2021 году был найден повешенным в квартире в Белграде: ходили слухи, что причиной его самоубийства стала попытка повторить так называемый blackout challenge, который уже унёс к тому моменту немало жизней.

## Болезнь и смерть

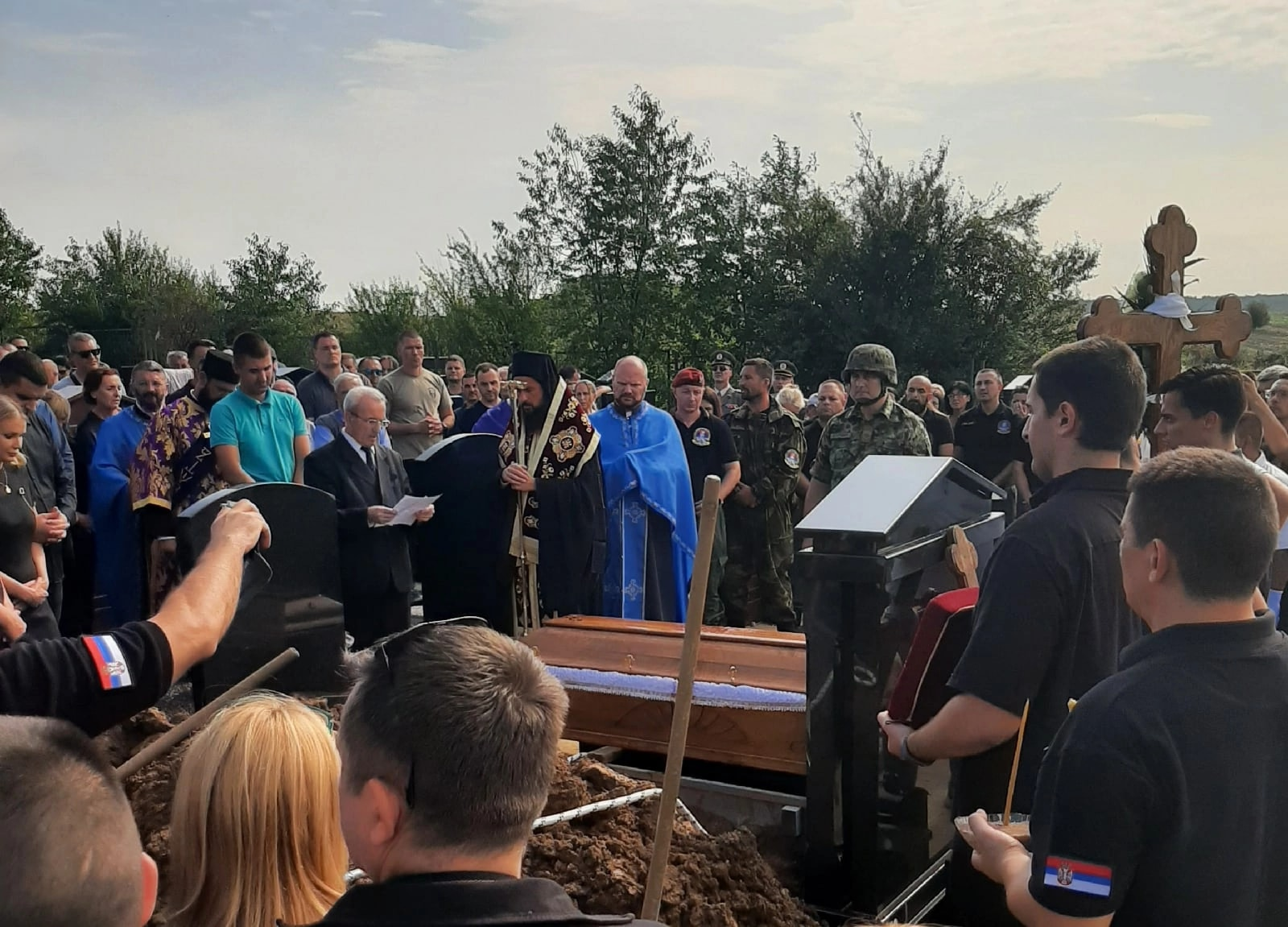
Похороны Божидара Делича

Из-за последствий бомбардировки Югославии снарядами с обеднённым ураном у Делича развился и в 2010 году был диагностирован колоректальный рак. Делич перенёс 11 операций по удалению опухолей, проведённых в Военно-медицинской академии. Последние 15 дней своей жизни он лечился в России. Умер 23 августа 2022 года в Москве. Похоронен с воинскими почестями 30 августа 2022 года на белградском кладбище Орловача. Отпевание провёл епископ Западноевропейский Иустин при участии епископа Мохачского Дамаскина.